# John Greer
John Greer es un escultor canadiense.
Greer ha presentado sus obras asiduamente desde 1967 en Canadá y los Estados Unidos, Islandia y Corea. Greer estudió Bellas Artes de 1962 a 1967 en Halifax, Montreal y Vancouver. Fue profesor de escultura durante 26 años en la Nova Scotia College of Art and Design de Halifax (NSCAD University) y reside en LaHave, Nueva Escocia, Dallas, Texas y Pietrasanta, Italia. 
Entre las obras públicas de Greer están Gathering, 2001 para un parque en Seúl, Korea y Reflection, 2001, el Monumento conmemorativo de la ayuda humanitaria canadiense - Monument to Canadian Aid Workers- en Ottawa, Canadá. Su trabajo Origins, 1995 está instalado permanentemente en el edificio Ondaatje de la Galería de Arte de Nueva Escocia. En abril de 2008 presentó la exposición titulada "Alluding to Allusion" en el Brookhaven College de Farmers Branch, Texas.